# Ушаков, Николай Иванович (певец)
Ушаков Николай Иванович (14 января 1927 года, станица Лабинская, Краснодарский край — 10 мая 2006, Москва) — советский певец (бас-баритон).

## Биография
В 1955 году окончил ГМПИ им. Гнесиных. Пел в Новосибирском театре оперы и балета.
В 1960 году, по приглашению А. Ш. Мелик-Пашаева, перешёл в оперную труппу Большого театра, солистом которого оставался до 1967 года.
В 1964 году Н. И. Ушаков в составе оперной труппы Большого театра участвовал в первых за время СССР гастролях в Ла Скала. Оперная труппа Большого театра, никогда ранее не выезжавшая на Запад, показала в Милане свой лучший оперный репертуар — русскую классику, в числе которых были оперы «Борис Годунов» Мусоргского, «Князь Игорь» Бородина, «Пиковая дама» Чайковского, «Садко» Римского-Корсакова.
С 1968 года солист Москонцерта.
Также проявил себя как поэт и баснописец. Автор поэмы «Лермонтов» и сборника басен «Гримасы бытия».
Похоронен на Хованском кладбище в Москве.

## Оперные партии
- Грязной
- Томский
- Князь Игорь
- Эскамильо
- Риголетто
- ди Поза
- Маркиз, «Травиата»
- Петруччио «Укрощение строптивой»
- Гетман Мазепа